# Maceracja (wino)

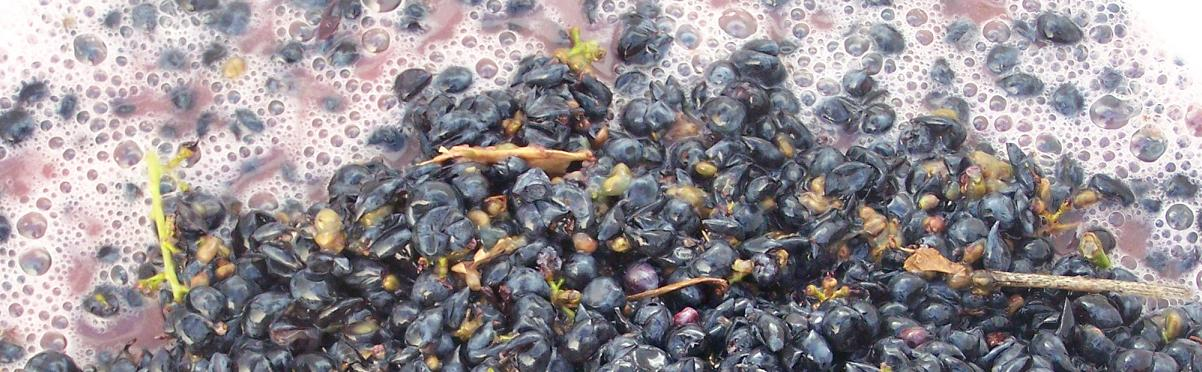
Moszcz cabernet sauvignon podczas procesu maceracji

Maceracja – stosowany przy produkcji win czerwonych i różowych proces, podczas którego z nasion, skórki i miąższu winogron wypłukiwane są zawarte w nich fenole (taniny), barwniki – antocyjany i substancje zapachowe. Pomimo że termin ten używany jest zazwyczaj w odniesieniu do wina, ten sam proces stosowany jest przy produkcji innych alkoholi, takich jak piołunówka, czy crème de cassis. Proces ten nadaje barwę czerwoną sokowi z winogron, który oryginalnie w 99% jest szarawy (z wyjątkiem skórek, którym antocyjany nadają czerwonawy kolor – Teinturier). Podczas produkcji win białych proces maceracji jest pomijany lub stosowany w niewielkim tylko zakresie.

## Przebieg procesu

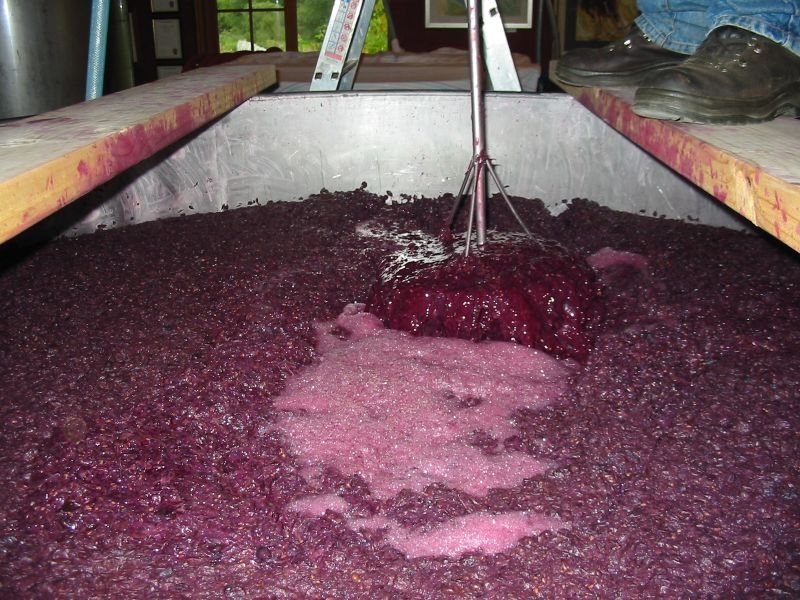
"Wpychanie" części stałych pod powierzchnię moszczu

Maceracja rozpoczyna się od umieszczenia owoców w wysokich kadziach, gdzie są one lekko zgniatane i wystawiane na działanie ciepła. Temperatura jest decydującym czynnikiem podczas całego procesu. Wyższa temperatura powoduje większą ekstrakcję fenoli ze skórek i innych części owocu. Proces maceracji jest kontynuowany podczas fermentacji i może trwać aż do momentu, kiedy drożdże zamienią cukry w alkohol. Maceracja jest bardzo powolnym procesem, ponieważ związki chemiczne, takie jak antocyjany, muszą przeniknąć poprzez błonę komórkową skórek, w celu dostania się do wina. Podczas fermentacji wyższa temperatura i wyższa zawartość alkoholu w moszczu pobudzają proces maceracji. Alkohol działa jako rozpuszczalnik, przyspieszając rozkład związków organicznych. Proces znacznie zwalnia, kiedy zawartość alkoholu w powstającym winie dochodzi do poziomu 10%.
Przez cały czas trwania fermentacji jako produkt uboczny uwalniany jest dwutlenek węgla. Wędruje on w górę moszczu, wypychając skórki winogron i inne części stałe na powierzchnię. Powoduje to, że jedynie niewielka część skórek ma kontakt z moszczem. Na tym etapie produkcji wina winiarze "wpychają" części stałe pod powierzchnię (tradycyjnie – udeptując moszcz lub używając do tego celu odpowiednich narzędzi). Od stopnia intensywności tych czynności i czasu ich trwania zależy poziom maceracji, który zostanie osiągnięty.

## Efekty procesu

Głębia i intensywność koloru wina zależy od przebiegu procesu

W zależności od szczepu winogron, proces maceracji może uwypuklić różne rodzaje posmaków, nieosiągalnych w inny sposób. Może on polepszyć smak, jak i intensywność koloru wielu rodzajów win. Podczas tego procesu osiąga się też większą złożoność bukietu wina, jak i przedłuża jego potencjał dojrzewania. Minusem stosowania tej metody może być zepsucie wina, przykładowo poprzez otrzymanie kwasu octowego w wyniku zbyt intensywnej ekstrakcji. Zbytnia intensywność tego procesu może także spowodować cierpkość niektórych tanin, co powoduje, że otrzymane wino nie jest przystępne w smaku.

## Podobne procesy
Proces zimnego dojrzewania polega na utrzymaniu niskiej temperatury fermentującego moszczu, aby pobudzić ekstrakcję poprzez wodę i dodany dwutlenek siarki, który w tym przypadku działa jako rozpuszczalnik. Proces ten bywa stosowany, jednak wśród enologów trwają dyskusje nad korzyściami i jakością uzyskiwanego w ten sposób wina.
Maceracja węglowa jest fermentacją całych kiści winogron w atmosferze nasyconej dwutlenkiem węgla, co zapobiega tradycyjnej fermentacji drożdży winnych.